# 취재원 비닉권
취재원 비닉권(Protection of sources)은 기자에게 고발한 정보원의 신분을 비공개할 권리를 말한다.

## 역사
취재원 비닉권은 미국에서 발전된 권리이다. 취재원 비닉권을 보호하기 위해 언론인의 특권이 인정된다. 취재로 알게 된 정보의 출처를 비밀로 할 수 있고,수사나 재판에서 증언을 요구할 때 합법적으로 증언을 거부할 수 있다.

## 같이 보기
- 언론인의 특권